# フアン・マルティネス・モンタニェースの肖像

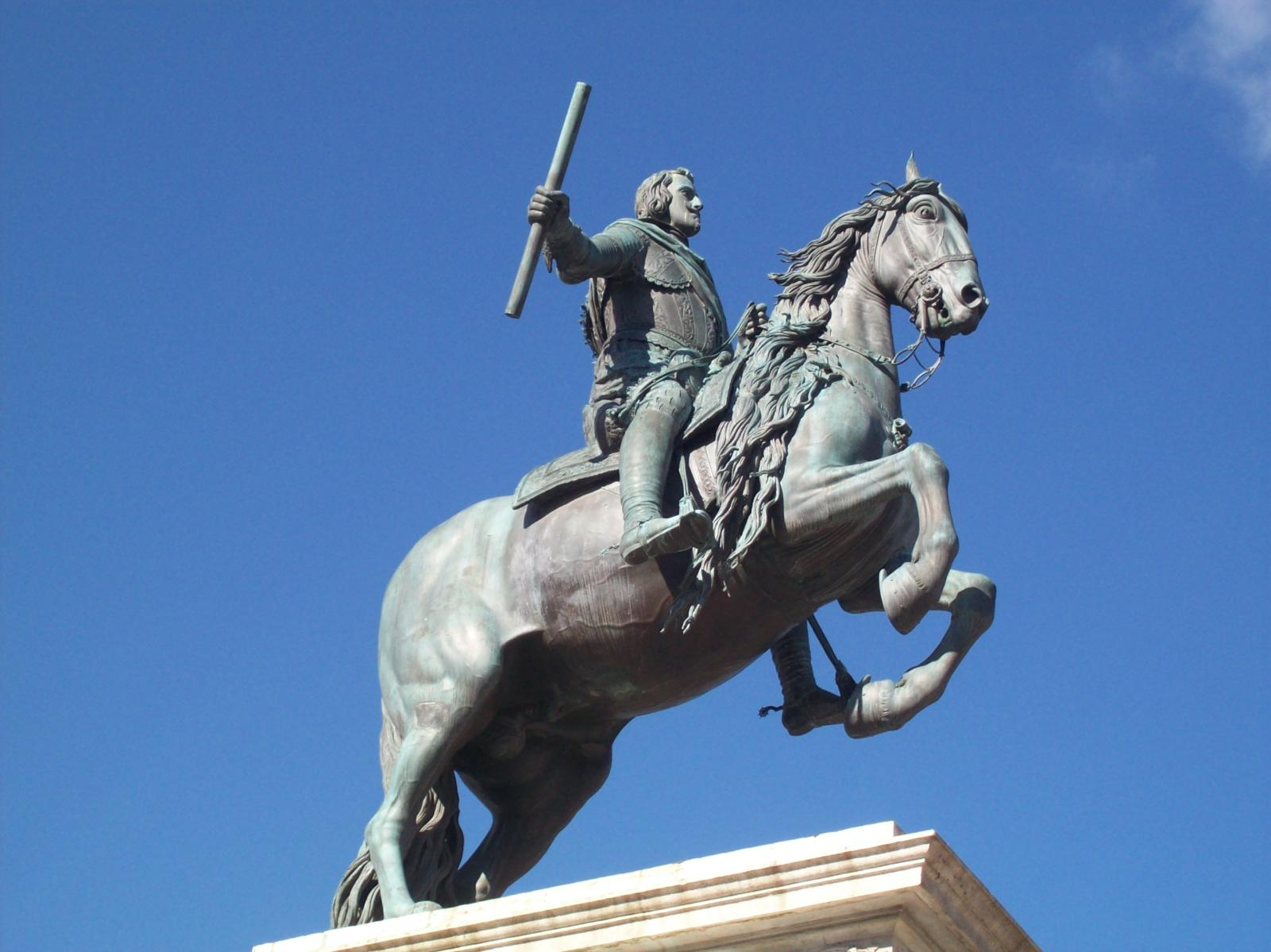
ピエトロ・タッカ『フェリペ4世騎馬像』(マドリード、オリエンテ広場)

『フアン・マルティネス・モンタニェースの肖像』（フアン・マルティネス・モンタニェースのしょうぞう、西: Retrato de Juan Martínez Montañés、英: Portrait of Juan Martínez Montañés）は、バロック期のスペインの巨匠ディエゴ・ベラスケスが1635年頃、キャンバス上に油彩で制作した肖像画である。1819年に、本作を所蔵するマドリードのプラド美術館が開館した当時は、『彫刻家の肖像』とされていた。その後、17世紀スペインの画家・彫刻家・建築家として活躍したアロンソ・カーノの肖像であると考えられたが、カーノの肖像であるとすれば1658年の制作ということになり、この推定される制作時期も含めカーノの肖像であるという説は否定されるようになった。現在、本作のモデルは、17世紀スペインの彫刻家フアン・マルティネス・モンタニェース (1568-1649年) を描いた油彩画や素描、および文献資料から同氏であると考えられている。

## 背景
この作品のモデルとされるフアン・マルティネス・モンタニェースは、セビーリャでのベラスケスの修業時代には名を知られた彫刻家であり、ベラスケスの師フランシスコ・パチェーコとも親交があった。モンタニェースは1635年にマドリードの宮廷に招聘された。当時、フィレンツェ在住のイタリア人彫刻家ピエトロ・タッカに、ブロンズ製の『フェリペ4世騎馬像』(マドリード、オリエンテ広場) の制作が委嘱されていたが、その際にフィレンツェに送る参考品として、モンタニェースにスペイン国王フェリペ4世の胸像 (粘土模型) 制作が委託されたのである。モンタニェースは翌年の1636年までマドリードに滞在したので、本作の制作時期も1635年頃と推測される。なお、タッカによるブロンズの『フェリペ4世騎馬像』の制作にはベラスケスも関わっていた。本肖像画の前にブエン・レティーロ宮殿内の諸王国の間装飾のために『フェリペ4世騎馬像』を制作していたベラスケスは、タッカの要請によりフェリペ4世の肖像や衣装および武具の素描を送ったのである。

## 作品
彫刻家モンタニェースは黒い繻子のような艶のある黒い宮廷服に身を包み、右手に箆 (へら) を持ち、左手で粘土像を支え、胸を張り姿勢を正した半身像で描かれている。画家ベラスケス (鑑賞者) へと向けられたその視線からは彫刻家の鋭い洞察力がうかがえる。16世紀のイタリアでは、造形芸術は幾何学や数学、解剖学などの学問的素養に基づき、「ディゼーニョ」 (精神の中で想像される概念を造形化する思考、能力) を表現する高貴な知的営為であると認識されていた。しかし、スペインでは、造形芸術は手先の技芸で、職人仕事であると見なされ、17世紀になっても画家や彫刻家たちは「高貴」な地位を求めて長く、厳しい戦いを強いられていた。本作で、胸像制作の箆を休めて思索するようなモンタニェースの姿は、自身の頭の中にある国王フェリペ4世像の「ディゼーニョ」を象徴しており、造形芸術が高貴な「知的営為」であることを表現していると考えられる。
本作は、常に「パラゴーネ」 (自由学芸である絵画と彫刻の比較) の視点からも考察されてきた。すなわち、画家ベラスケスが「制作中の彫刻家モンタニェースの肖像」を描くという行為から、彫刻に対する絵画の優位性を視覚化したものと解釈されてきたのである。しかし、美術史家大高保二郎氏は、本作はパラゴーネの超越であり、絵画も彫刻もともに自由学芸であり、双方ともが社会的地位を持つこと、そして17世紀スペインを代表するベラスケスとモンタニェースの共生は絵画と彫刻の共生を象徴するものという解釈を示している。
17世紀の宮廷画家の主な仕事は肖像画の制作であったが、自然主義によって新たな肖像画の様式を確立したベラスケスによる本作はまた、当時、「物語画」よりも一段低い地位に置かれていた肖像画の重要性を表しているとも考えられる。